# Sally Peers
Sally Peers (* 1. Juni 1991 in Melbourne) ist eine ehemalige australische Tennisspielerin.

## Karriere
Ihren bisher größten sportlichen Erfolg erzielte sie 2010 bei den US Open, als sie nach überstandener Qualifikation in der ersten Runde des Hauptfelds die Kanadierin Aleksandra Wozniak mit 6:0 und 6:1 ausschaltete, bevor sie Kim Clijsters ebenfalls glatt in zwei Sätzen unterlag. An der Seite von Laura Robson erreichte sie im selben Jahr das Viertelfinale der Australian Open; dort kassierten sie eine Zweisatzniederlage gegen die Paarung Marija Kirilenko/Agnieszka Radwańska.
Bei den Commonwealth Games gewann sie 2010 die Goldmedaille im Doppel und die Bronzemedaille im Einzel.
Ihren letzten internationalen Auftritt hatte sie im Juni 2017. Sie wird daher nicht mehr in der Weltrangliste geführt.

## Turniersiege

### Einzel
| Nr. | Datum         | Turnier | Kategorie   | Belag | Finalgegnerin  | Ergebnis      |
| --- | ------------- | ------- | ----------- | ----- | -------------- | ------------- |
| 1   | 2. Mai 2010   | Ipswich | ITF $25.000 | Sand  | Sophie Letcher | 6:4, 6:3      |
| 2   | 3. April 2011 | Ipswich | ITF $25.000 | Sand  | Lessja Zurenko | 5:7, 7:5, 6:0 |

### Doppel
| Nr. | Datum              | Turnier            | Kategorie   | Belag     | Partnerin            | Finalgegnerinnen                     | Ergebnis          |
| --- | ------------------ | ------------------ | ----------- | --------- | -------------------- | ------------------------------------ | ----------------- |
| 1.  | 26. September 2009 | Darwin             | ITF $25.000 | Hartplatz | Isabella Holland     | Alenka Hubacek Jessy Rompies         | 6:4, 3:6, [10:4]  |
| 2.  | 14. Mai 2011       | Reggio nell’Emilia | ITF $50.000 | Sand      | Sophie Ferguson      | Claudia Giovine María Irigoyen       | 6:4, 6:1          |
| 3.  | 4. Juni 2011       | Rom                | ITF $50.000 | Sand      | Sophie Ferguson      | Magda Linette Liana Ungur            | kampflos          |
| 4.  | 29. Oktober 2011   | Port Pirie         | ITF $25.000 | Hartplatz | Isabella Holland     | Monique Adamczak Bojana Bobusic      | kampflos          |
| 5.  | 16. Juni 2012      | Nottingham         | ITF $50.000 | Rasen     | Ashleigh Barty       | Réka Luca Jani Maria João Koehler    | 7:62, 3:6, [10:5] |
| 6.  | 20. September 2012 | Port Pirie         | ITF $25.000 | Hartplatz | Sacha Jones          | Stephanie Bengson Chanel Simmonds    | 6:4, 6:2          |
| 7.  | 4. Oktober 2012    | Esperance          | ITF $25.000 | Hartplatz | Ashleigh Barty       | Victoria Larrière Olivia Rogowska    | 4:6, 7:65, [10:4] |
| 8.  | 2. November 2012   | Bendigo            | ITF $25.000 | Hartplatz | Ashleigh Barty       | Arina Rodionova Cara Black           | 7:612, 7:65       |
| 9.  | 20. September 2013 | Cairns             | ITF $15.000 | Hartplatz | Isabella Holland     | Miyu Katō Yurina Koshino             | 7:67, 4:6, [10:7] |
| 10. | 23. Mai 2014       | Caserta            | ITF $10.000 | Sand      | Samantha Harris      | Ekaterine Gorgodze Sopia Kwazabaia   | 6:3, 7:66         |
| 11. | 20. Juni 2015      | Alkmaar            | ITF $10.000 | Sand      | Sandra Zaniewska     | Anna Klasen Charlotte Klasen         | 6:3, 6:4          |
| 12. | 6. August 2015     | Wien               | ITF $10.000 | Sand      | Laëtitia Sarrazin    | Ágnes Bukta Janina Toljan            | 6:1, 6:2          |
| 13. | 29. Juli 2016      | Maaseik            | ITF $10.000 | Sand      | Ellen Perez          | Deborah Kerfs Chiara Scholl          | 6:2, 6:2          |
| 14. | 24. Juni 2017      | Alkmaar            | ITF $15.000 | Sand      | Rosalie van der Hoek | Sviatlana Pirazhenka Erika Vogelsang | 6:3, 6:1          |

## Abschneiden bei Grand-Slam-Turnieren

### Dameneinzel
| Turnier         | 2008 | 2009 | 2010 | 2011 | 2012 | 2013 | Karriere |
| --------------- | ---- | ---- | ---- | ---- | ---- | ---- | -------- |
| Australian Open | Q1   | Q1   | Q1   | 1    | Q1   | Q1   | 1        |
| French Open     | —    | —    | —    | Q2   | —    | —    | —        |
| Wimbledon       | —    | —    | Q1   | Q1   | —    | —    | —        |
| US Open         | —    | —    | 2    | Q1   | —    | —    | 2        |

Zeichenerklärung: S = Turniersieg; F, HF, VF, AF = Einzug ins Finale / Halbfinale / Viertelfinale / Achtelfinale; 1, 2, 3 = Ausscheiden in der 1. / 2. / 3. Hauptrunde; Q1, Q2, Q3 = Ausscheiden in der 1. / 2. / 3. Qualifikationsrunde; nicht ausgetragen

### Damendoppel
| Turnier         | 2009 | 2010 | 2011 | 2012 | 2013 | 2014 | Karriere |
| --------------- | ---- | ---- | ---- | ---- | ---- | ---- | -------- |
| Australian Open | 1    | VF   | 1    | 1    | —    | 1    | VF       |
| French Open     | —    | —    | —    | —    | —    | —    | —        |
| Wimbledon       | —    | 1    | —    | —    | —    | —    | 1        |
| US Open         | —    | —    | —    | —    | —    | —    | —        |

### Juniorinneneinzel
| Turnier         | 2007 | 2008 | 2009 | Karriere |
| --------------- | ---- | ---- | ---- | -------- |
| Australian Open | 1    | 2    | 1    | 2        |
| French Open     | —    | —    | —    | —        |
| Wimbledon       | 1    | —    | 2    | 2        |
| US Open         | —    | —    | —    | —        |

### Juniorinnendoppel
| Turnier         | 2007 | 2008 | 2009 | Karriere |
| --------------- | ---- | ---- | ---- | -------- |
| Australian Open | 1    | 1    | HF   | HF       |
| French Open     | —    | VF   | —    | VF       |
| Wimbledon       | 1    | F    | S    | S        |
| US Open         | 2    | —    | —    | 2        |